# آنچه یک دختر می‌خواهد (ترانه)
«آنچه یک دختر می‌خواهد» تک‌آهنگی از هنرمند اهل ایالات متحده آمریکا کریستینا آگیلرا است.
این تک‌آهنگ در چارت‌های، نیوزلند، اسپانیا در رتبه اول و در چارت‌های استرالیا، والونیا، اسکاتلند، فلاندرز جزو ده ترانه اول قرار گرفت.